# Накурені в дим
«Накурені в дим» (англ. How High) — комедійний фільм 2001 року. У головних ролях — Method Man і Redman. Прем'єра фільму в США відбулася 17 грудня 2001, у світі — 20 грудня 2001. Виробництво Jersey Films та Native Pictures Productions.

## Сюжет
Питання: чи приймуть в престижний Гарвардський університет двох нестерпно тупих, приголомшливо грубих і абсолютно «відморожених» — курців марихуани, що буквально не випускають «косяк» з рук? Відповідь: приймуть, і з великим задоволенням! Мало того, після вступу наші дивні герої відразу зуміють «підсадити» на траву не лише всіх, хто вчиться, але й професорсько-викладацький склад! Старий Гарвард.